# バックカメラ

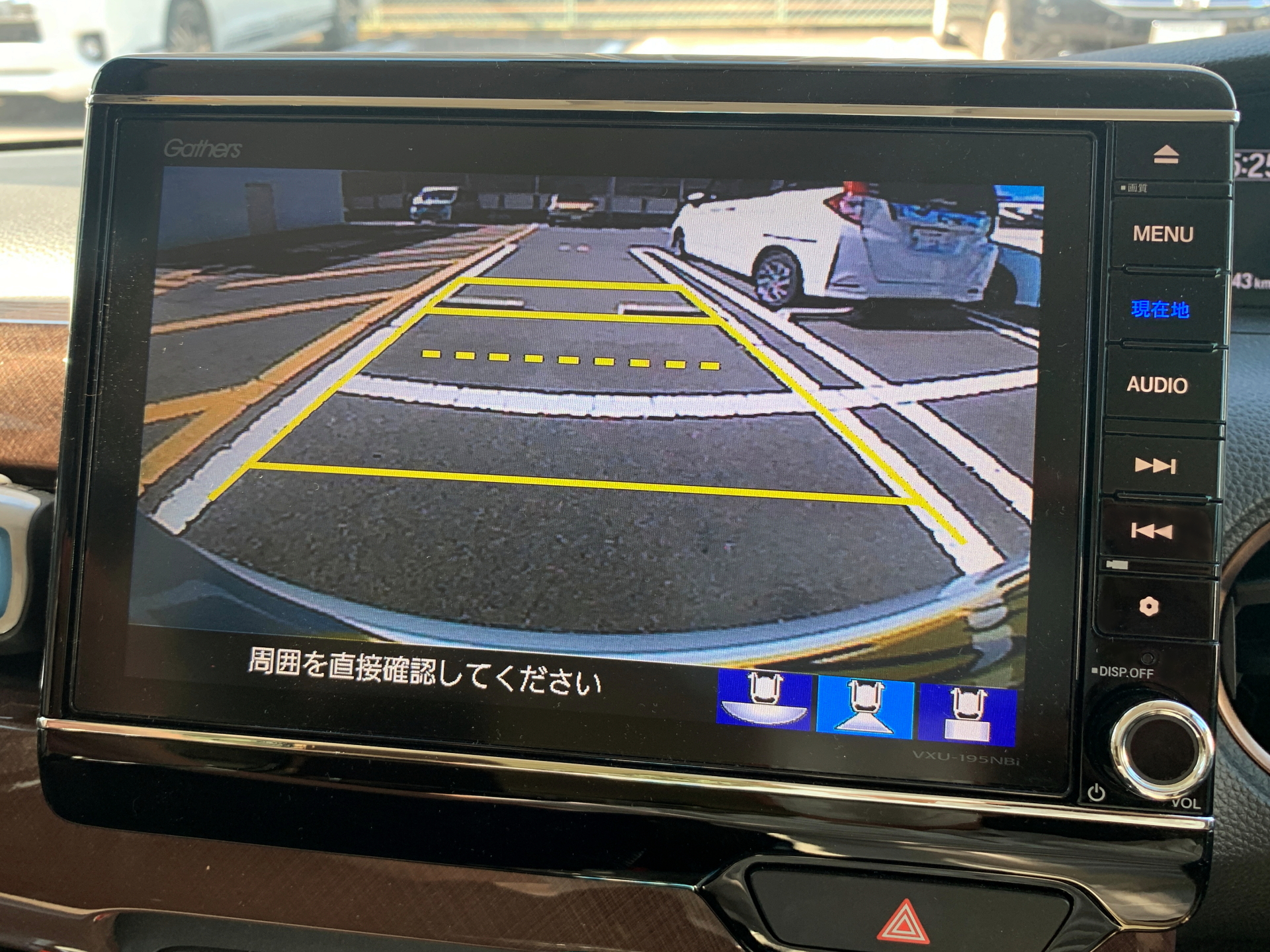
ナビゲーションシステムのバックカメラ

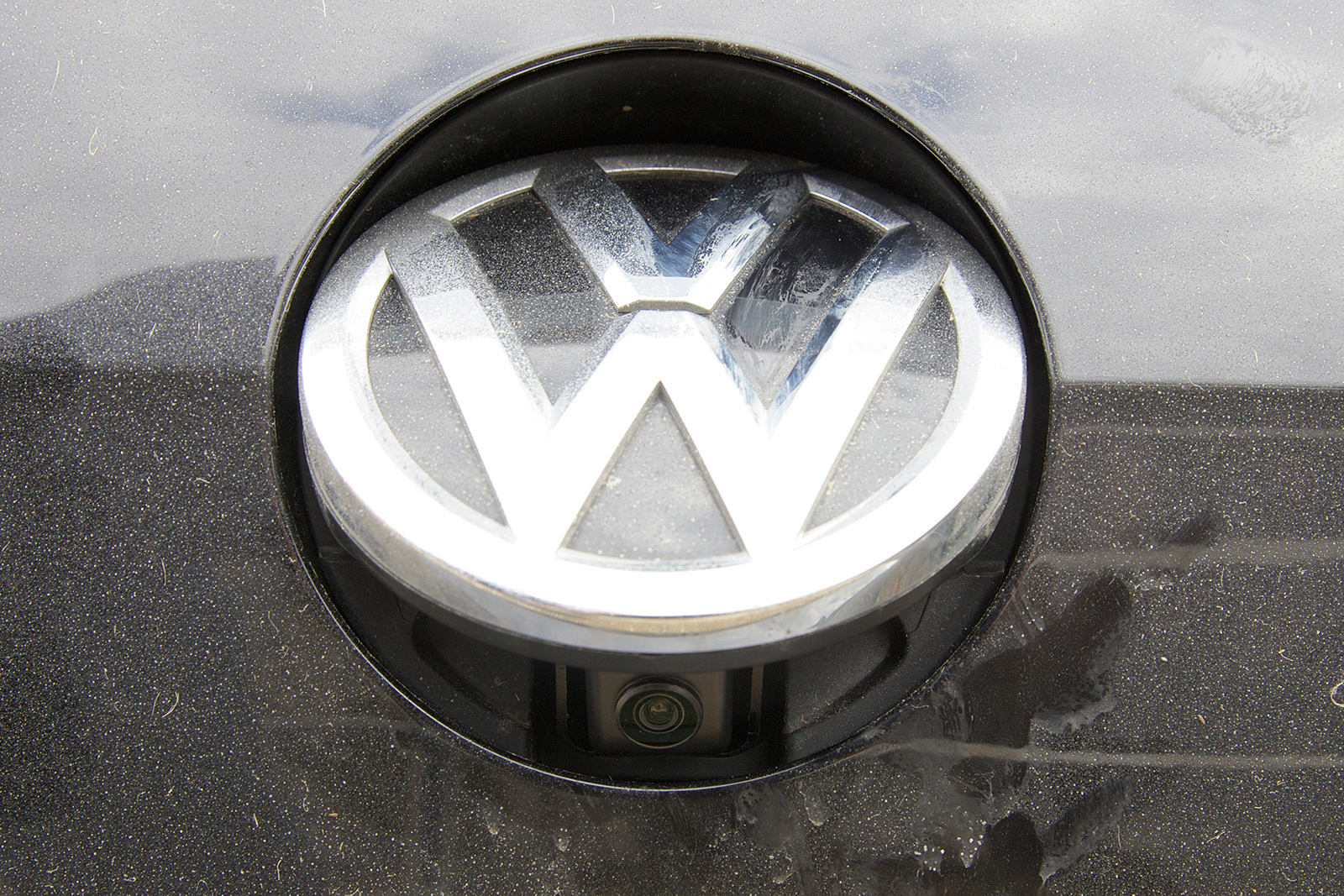
フォルクスワーゲンゴルフMk7のバックカメラ

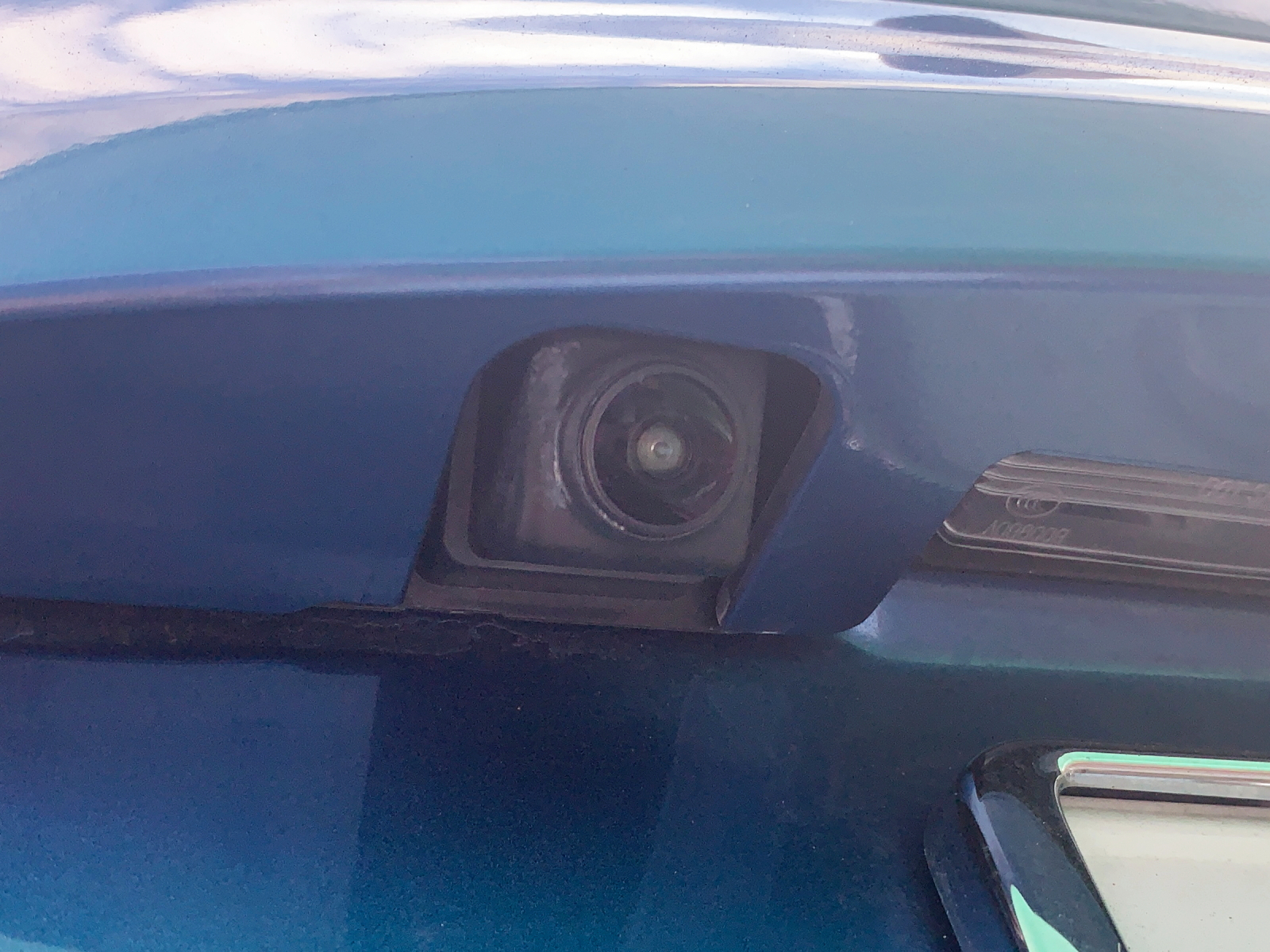
広角バックカメラ

バックカメラ（英語: Backup camera）、（バックアップカメラ、リバースカメラ、リアビューカメラとも呼ばれる）は、車両の後退を支援し、後部死角を軽減するために車両の後部にカメラを取り付けたビデオカメラ。バックカメラの映像は通常、車両のヘッドユニットのディスプレイまたはルームミラーに接続されている。後退時の衝突を回避するためにセンサーが装備されている車両もある。
車両の真後ろのエリアは、関連する事故のためにキリングゾーン（killing zone、殺人地帯）と呼ばれる。

## 機能
バックアップカメラのデザインは、出力が鏡像になるように画像が水平方向に反転されるという点で他のカメラとは異なる。これが必要なのは、カメラとドライバーが反対方向を向いているためである。これがないと、カメラの右がドライバーの左になり、その逆も同様になる。ミラーリングされた画像により、ディスプレイの向きが車両に取り付けられている物理的なミラーと一致する。バックカメラは通常、広角レンズまたは魚眼レンズを備えています。このようなレンズは、遠くの物体を見るカメラの能力には劣るが、カメラが1つの後部コーナーから別のコーナーへの途切れのない水平経路を見ることができるようになっている。カメラは通常、真っ直ぐ後ろではなく下向きの角度に向けられている。地面にある潜在的な障害物や、壁や車輪止めに近づく位置を表示する。
当初のバックカメラは、後部が見にくいバス、キャンピングカー、トレーラーを牽引する車両に装備するのが一般的であった。
近年では、乗用車（ミニバン、SUV、コンパクトカーなど）、軽自動車にGPSカーナビゲーションとインダッシュDVDプレーヤーを装備するディスプレイが、人気の高まりとともに一般的になっている。
ディスプレイは、通常、後退以外のシフトレバー（セレクター）モードでは地図（または他のコンテンツ）が画面に表示される。シフトレバー（セレクター）が後退モードに設定されていることを自動的に感知するように配線され、後退中はバック画面を表示したり、ドライバーを支援するために駐車場のマーキングを検出することでグリッドガイドラインも表示する。

## その他
その他のカメラシステムは、より広い視野を提供する製品もある。

### アラウンドビューモニターモニター

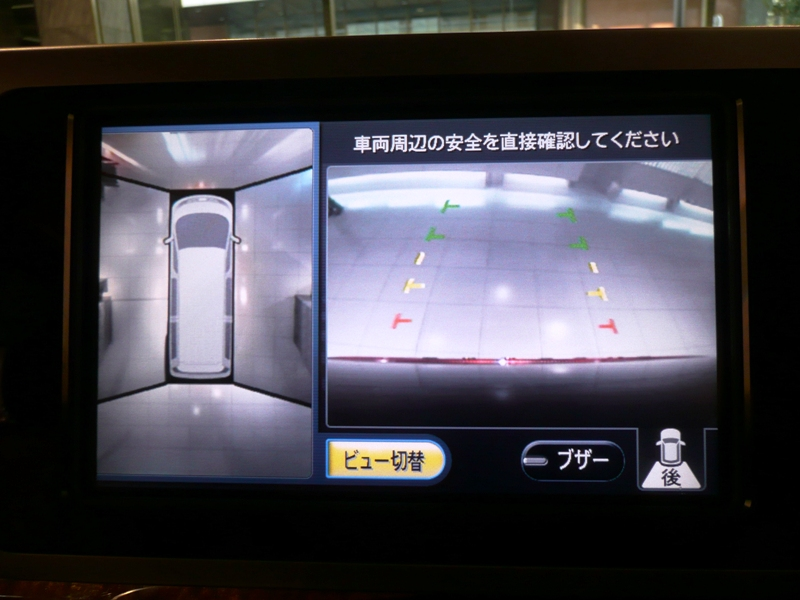
日産・エルグランドのアラウンドビューモニター

2007年、日産は「アラウンドビューモニター」を発表。2008年のインフィニティEX35に装備した。これは4台のカメラを使用して車両の鳥瞰図を表示するものである。
2009年、BMWは5シリーズ（F10）で「サラウンドビュー」と呼ばれる競合システムを発表した。
それ以来、他の自動車メーカーも同様のシステムを提供しており、トヨタは2012年のモデルチェンジにあわせてアルファードとヴェルファイアで「パノラマビューモニター」を導入した。

### サイドミラー
2018年10月に発売されたレクサス・ESでは、オプションで初となるデジタルアウターミラーを選択できる。

## ブラインドスポットモニターおよびその他のテクノロジー
主に車両の側面を監視するブラインドスポットモニターは、オプションで「交差点交通警報（Cross Traffic Alert）」を装備することが可能な車両もある。これは、「車両が駐車場から後退する場合に、後方側面から接近する車両をドライバーに警告する」。

## 装備の義務化
アメリカ合衆国においては、MVSSにより「米国リア・カメラ標準設定最終規則（MVSS111）」として2018年5月以降に販売される車両重量1万ポンド（約4.5トン）以下の新車に対しバックカメラの装着を義務化した。
日本においては、協定規則（UN R158）の策定により道路運送車両法の保安基準が改定され、新型車は2022年5月以降の生産車、継続生産車は2024年5月以降の生産車について、後退時車両直後確認装置としてバックカメラや超音波ソナー等による表示・検知システム類の装備、またはミラーによる視認性を確保することが義務化された。装備義務化以降は自動車の型式を構成する部品として取り扱われ、カメラ・モニターを採用するか、ソナーを採用するか、あるいはミラーの組み合わせで法規適合するかは車種・車型により異なる。また、主に商用車向けのアフターマーケットメーカーからの強い反発により、カメラ・モニターシステム単位での認証制度が急遽策定され、認証品の後付け・交換が可能となった。